# Hälsö
Hälsö è un'isola e un'area urbana della Svezia (tätort) nella contea di Västra Götaland.